# Leopold Wiener
Leopold Wiener (Venlo, 2 juli 1823 - Brussel, 11 februari 1891) was een Nederlands-Belgisch beeldhouwer, muntmeester en medailleur.

## Leven en werk
Leopold Wiener werd geboren in een Duits-Joodse familie, als zoon van Marcus Wiener en Hanna Baruch. Zijn broers Jacob (Jacques) en Charles Wiener kregen bekendheid als graveur-medailleur. Leopold was in de periode 1840-1845 in de leer bij Jacob. Zijn verdere opleiding genoot hij aan de Académie des Beaux-Arts te Parijs en aan de Koninklijke Academie voor Schone Kunsten van Brussel, als leerling van Louis Jehotte.
In 1847 was de beeldenaar van koning Leopold I die gebruikt werd op het zilvergeld aan vervanging toe. Om deze reden werd in dat jaar voor de eerste en tot nu toe enige keer in de Belgische geschiedenis een openbare wedstrijd uitgeschreven voor ontwerpen voor een nieuwe beeldenaar. De wedstrijd stond open voor alle Belgische graveurs. Wiener werd als winnaar gekozen. Hierna kreeg hij de functie van hoofdgraveur aan de Koninklijke Munt van België te Brussel. In deze functie zou hij nog vele andere munten ontwerpen. Na zijn dood werd de functie van hoofdgraveur opgeheven en vervangen door de functie van chef van de fabricage van muntstempels.
Hij was 20 jaar (1872 - 1891) burgemeester van Watermaal-Bosvoorde in het Brussels Hoofdstedelijk Gewest..

## Onderscheidingen
- België: commandeur in de Leopoldsorde (4 mei 1881)

## Galerij

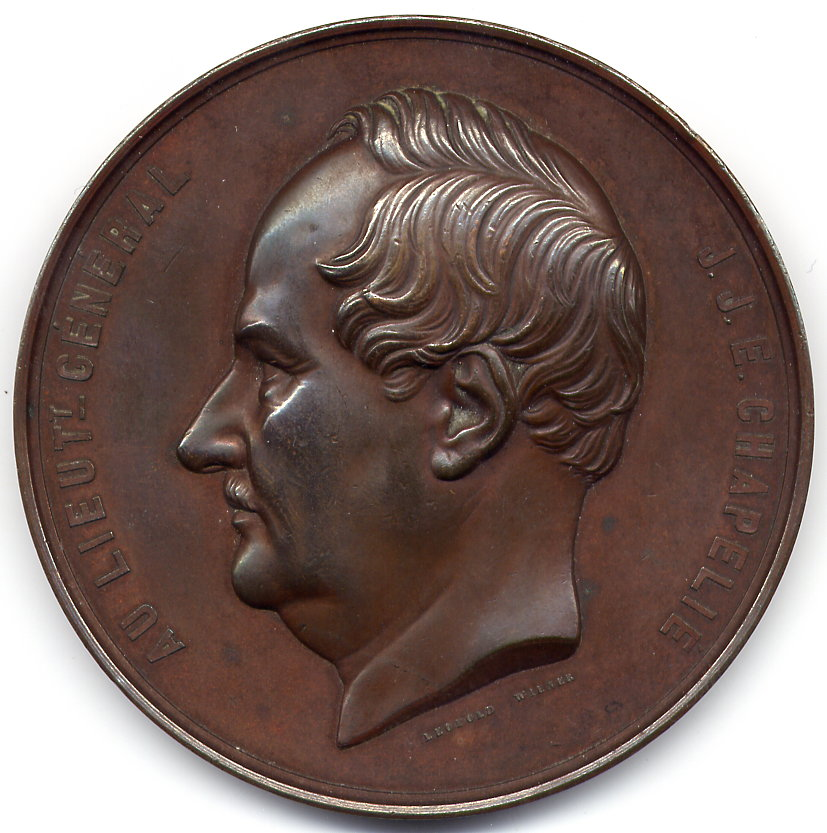
Léopold Wiener, 1859, médaille du général Jean Chapelié.
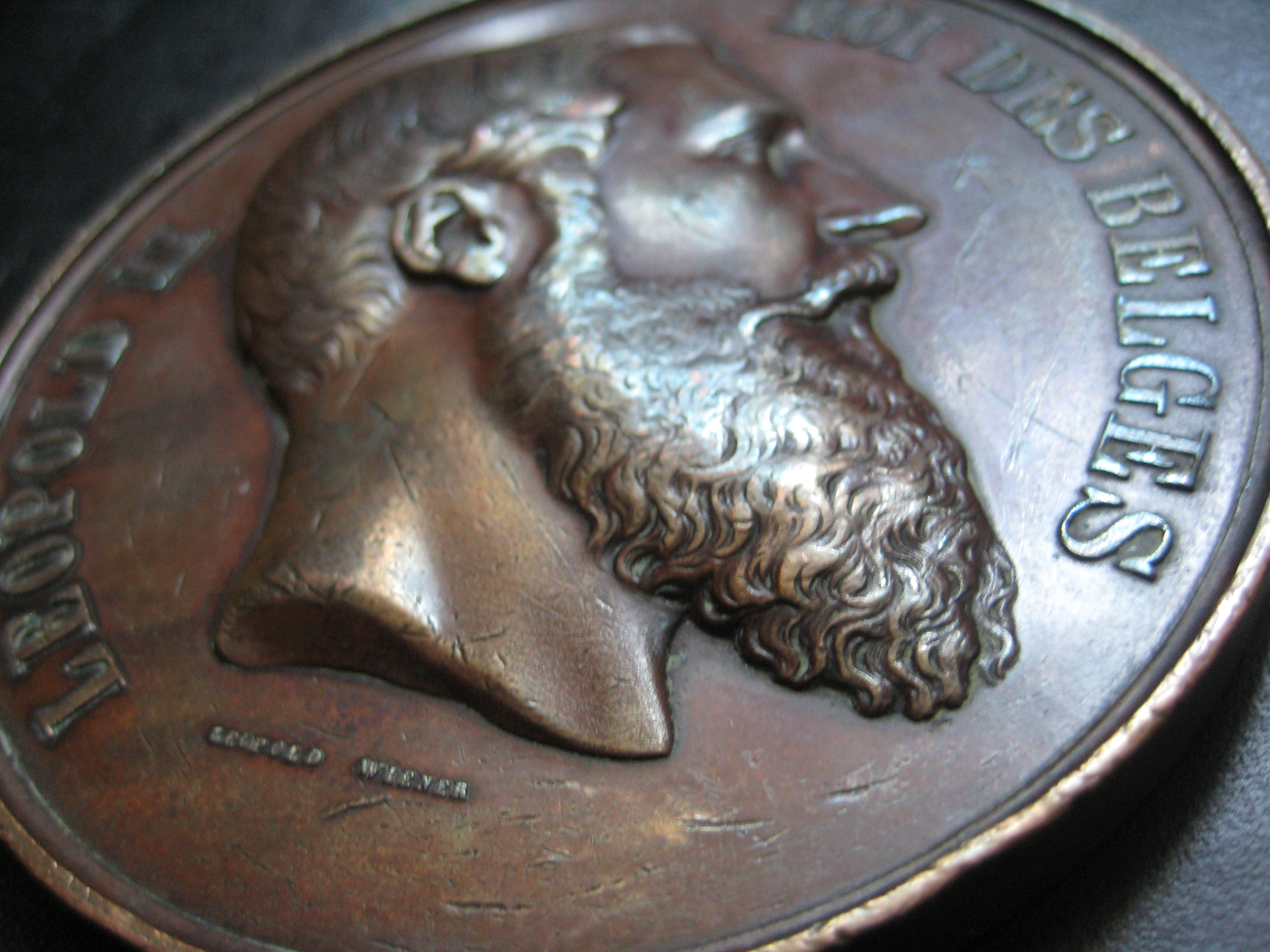
Kroningsmedaille Leopold II - troonsbestijging op 17 december 1865
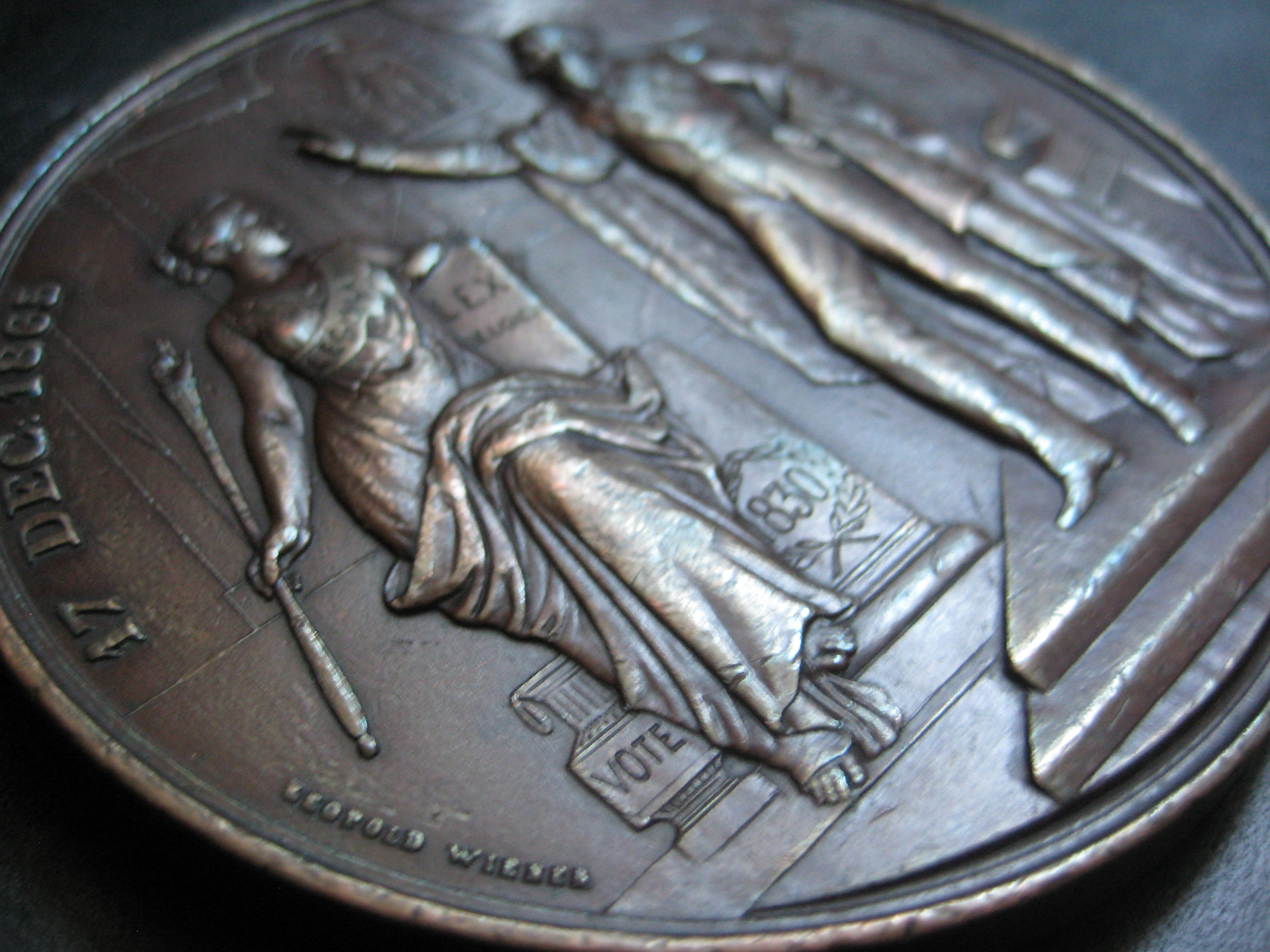
Kroningsmedaille Leopold II - troonsbestijging op 17 december 1865